# Xenorma cytheris
Xenorma cytheris är en fjärilsart som beskrevs av Druce 1891. Xenorma cytheris ingår i släktet Xenorma och familjen tandspinnare. Inga underarter finns listade i Catalogue of Life.